# ARM11
O ARM11 é um grupo de processadores RISC de núcleo de 32 bits de ARM licenciados pela ARM Holdings.

## Visão geral
A microarquitetura ARM11 (anunciada em 29 de abril de 2002) introduziu a adição de arquitetura ARMv6 que tinham sido anunciada em outubro de 2001. Inclui instruções SIMD, suporte a múltiplos processadores e uma nova arquitetura de cache. A implementação inclui um pipeline de processamento de instruções significativamente melhorada, em comparação com as famílias anteriores ARM9 ou ARM10, e é usado em smartphones da Apple, Nokia e outros. O núcleo ARM11 inicial (ARM1136) foi liberado para os licenciados em Outubro de 2002.
A família ARM11 são, atualmente, os únicos com núcleos de arquitetura ARMv6. Há, no entanto, núcleos ARMv6-M (Cortex-M0 e Cortex-M1), usados em microcontroladores. Os núcleos ARM11, geralmente, são usados para aplicações mais exigentes.

## Núcleos
Há quatro modelos de núcleos ARM11:
- ARM1136 [2]
- ARM1156, introduziu instruções thumb2
- ARM1176, introduziu extensões para segurança [3]
- ARM11MPcore, suporte multicore

## Chips
- Ambarella A5s, A7, A7L

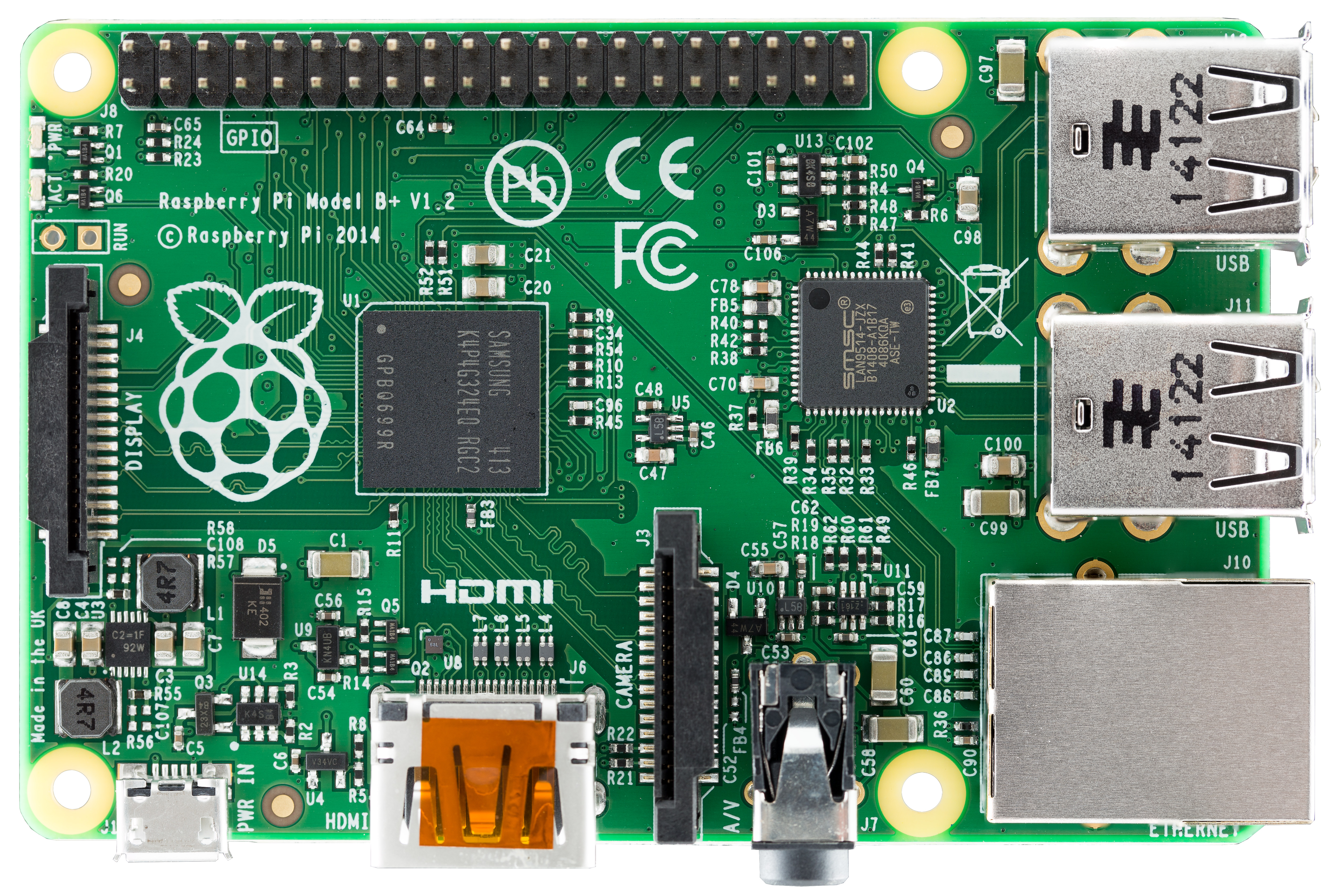
Raspberry Pi B+ com uma Broadcom BCM2835 (ARM1176JZF-S)

- Broadcom BCM2835 (Raspberry Pi), BCM21553
- Cavium ECONA CNS3000 series [4]
- CSR Quatro 4230, 45xx, 53xx
- Freescale Semiconductor i.MX3x series, bem como i.MX31, i.MX35
- Nintendo CTR-CPU (Nintendo 3DS CPU)
- Infotmic IMAPX2xx
- Nvidia Tegra
- PLX Technology NAS782x
- MediaTek MTK6573
- Qualcomm MSM720x, MSM7x27
- Qualcomm Atheros AR7400
- Samsung S3C64xx, S5P64xx, S5L87xx, S5L89xx
- Telechips TCC8902
- Xcometic KVM2800
- Texas Instruments OMAP2 series, com um TMS320 C55x ou C64x DSP como um segundo núcleo.